# Ostrogóti

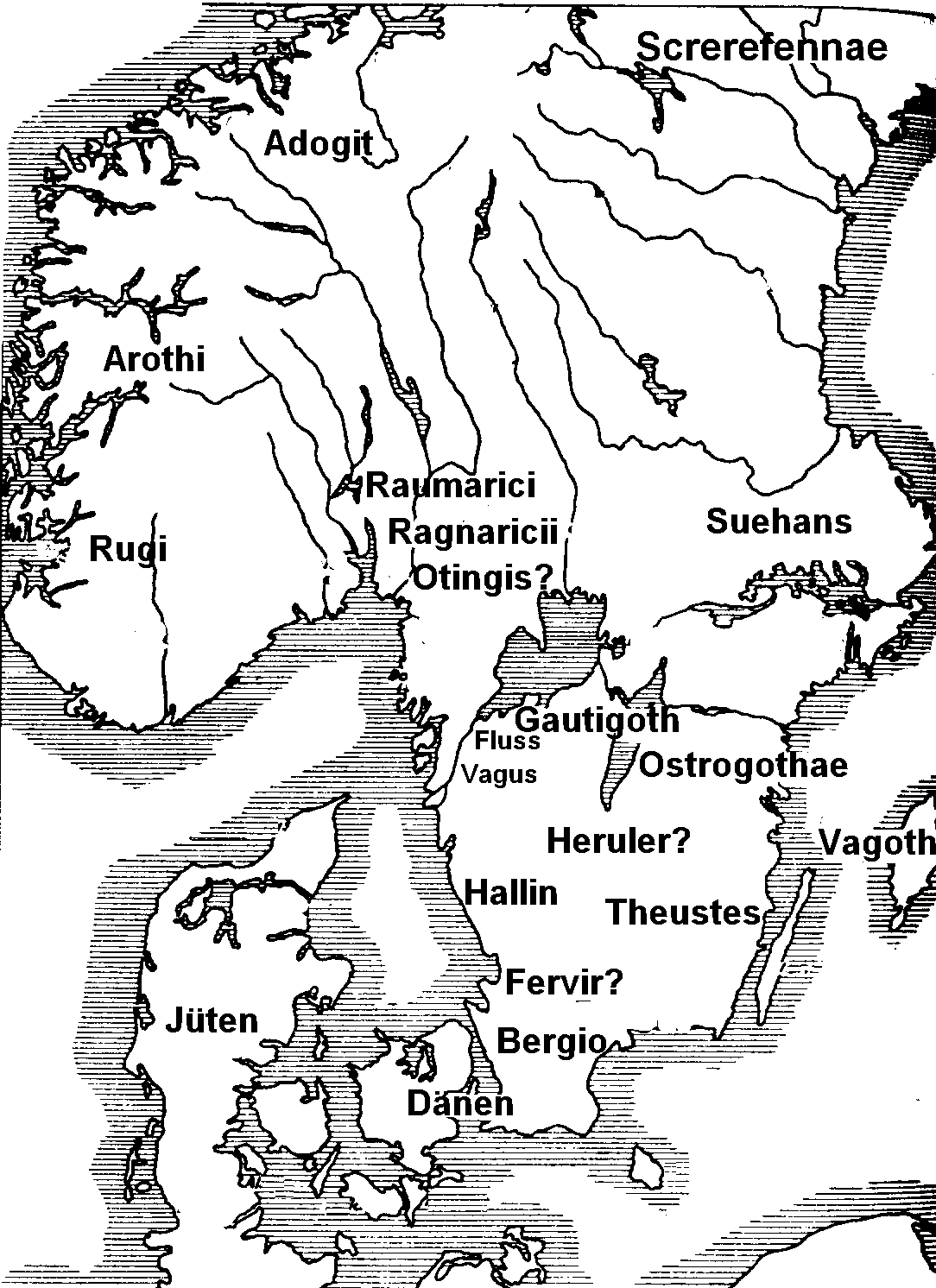
Původní domovina Ostrogótů se nacházela v oblasti jižního Švédska

Ostrogóti (též Východní Gótové, latinsky Ostrogothi nebo Austrogothi) byli raní Germáni, kteří tvořili jednu z hlavních větví východogermánských Gótů (další hlavní větev byli Vizigóti). Původ Ostrogótů se dá vysledovat až po Greutungy – odnož Gótů, kteří migrovali na jih od Baltského moře a během 3. a 4. století založili království severně od Černého moře. Podle některých zpráv se jejich říše táhla od Černého k Baltskému moři. Ostrogóti byli ve 3. století pravděpodobně gramotní a jejich obchod s Římany byl vysoce rozvinutý. Jejich podunajské království dosáhlo svého zenitu za krále Ermanaricha, o kterém se říká, že spáchal ve stáří sebevraždu, když na jeho lid zaútočili Hunové a podrobili si je asi v roce 370.
Po obsazení Huny nebylo o Ostrogótech asi 80 let mnoho slyšet, než se znovu objevili v Panonii na středním toku Dunaje jako římští federáti. Po zhroucení Hunské říše po bitvě na řece Nedao (453/454) se Ostrogóti přesouvali na západ směrem k Ilýrii a hranicím Itálie, zatímco někteří zůstali na Krymu (Krymští Gótové zde existovali jako zřetelný lid až do 16. století). Během pozdního 5. a 6. století se většina Ostrogótů pod vedením Theodoricha Velikého přesunula nejprve do Moesie (c. 475–488) a později (493) ovládla výspu Západořímské říše, Apeninský poloostrov, kde založila Ostrogótské království, když Theodorich porazil vojska germánského válečníka Odoakera, kterého zabil.
Následovalo období nestability, které v roce 535 svedlo východořímského císaře Justiniána I. k vyhlášení války Ostrogótům ve snaze obnovit bývalé západní provincie Římské říše. Byzantinci byli zpočátku úspěšní, ale Gótové pod vedením Totily většinu ztraceného území dobyli až do Totilovy smrti v bitvě u Tagin. Válka trvala téměř 21 let a napříč Itálií způsobila obrovské škody, čímž se snížila populace poloostrova. Zbývající Ostrogóti byli absorbováni Langobardy, kteří v roce 568 v Itálii založili království.

## Ostrogóti v době stěhování národů
Rozdělení Gótů je doloženo nejdříve v roce 291. Tervingové jsou poprvé doloženi kolem toho data; Greutungové, Vesi a Ostrogóti ne dříve než roku 388.
Po usídlení v severním Černomoří si východní Gótové (Greutungové, Ostrogóti) vytvořili říši, která dosáhla v polovině 4. století za vlády krále Hermanaricha obrovského rozmachu. Sahala od Černého moře až do Pobaltí a za řeku Volhu. Roku 375 však přivodil její konec vpád kočovných Hunů do černomořských stepí. Ostrogóti byli na hlavu poraženi a smrtelně raněný Hermanarich spáchal sebevraždu. Poté začali Ostrogóti ustupovat před tlakem Hunů na západ. Během několika let přesídlili do bývalé římské provincie Panonie. Hunské nadvládě však neunikli, neboť počátkem 5. století pronikli kočovníci až do této oblasti, vytvořili tu svoji říši a podmanili si nejen zdejší Góty, ale i ostatní v Panonii usídlené germánské kmeny Gepidy, Svéby, Skiry, Heruly i kočovné Sarmaty. Ti byli mimo jiné nuceni pomáhat Hunům v boji.

### Po pádu hunské říše

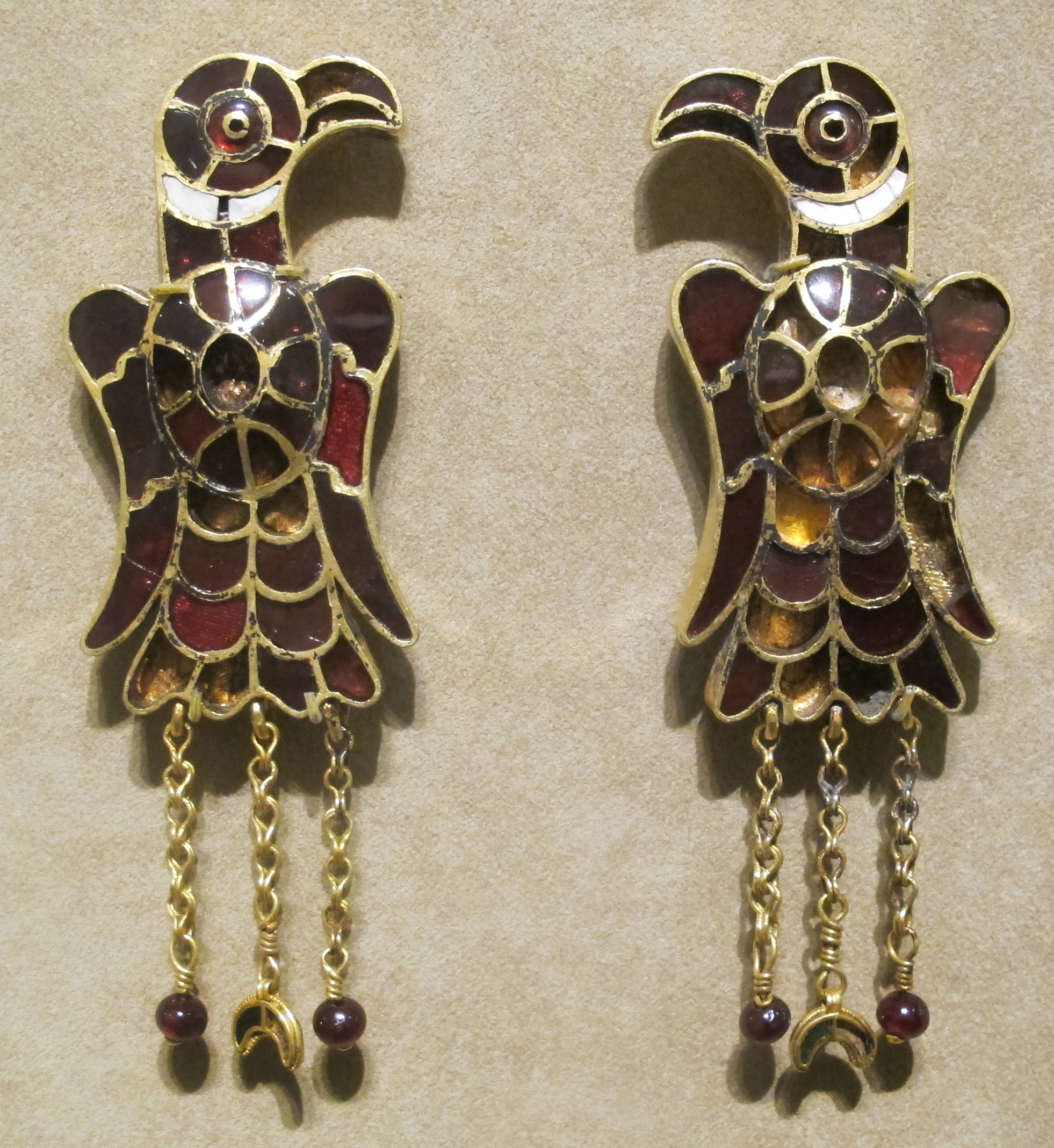
Orlí náušnice objevené u Ostrogótů

Roku 451 byli Hunové poraženi římskými vojsky a jejich barbarskými spojenci v bitvě na Katalaunských polích, panonští Gótové bojovali na straně kočovníků. Nedlouho nato, roku 453, zemřel hunský vůdce Attila a říše kočovníků se začala rozpadat. V bitvě na řece Nedao v roce 454 porazili Ostrogóti spolu s jinými podmaněnými germánskými kmeny Huny a osamostatnili se. Zároveň však ztratili možnost podílet se na každoročních hunských nájezdech a bohaté kořisti. Dobře vojensky organizovaní barbaři začali mezi sebou soupeřit o převahu v Karpatské kotlině.
Roku 474 se stal králem panonských Gótů Theodorich z rodu Amalů, (474 – 526), který vyrůstal jako rukojmí v Konstantinopoli a zaměřil jejich pozornost na Východořímskou říši. Na Balkáně se jejich hlavním soupeřem stala skupina gótských foederátů, usídlená v Thrákii, která zastávala vysoce privilegované postavení a měla blízko k panovnickému dvoru. V jejím čele stál Theodorich Strabón (473–481). Panonští a thráčtí Gótové bojovali, podněcováni císařem, proti sobě, vzápětí se spojovali proti císaři a pořádali ničivé nájezdy do vnitrozemí říše. Po Strabónově smrti v roce 481 se obě skupiny sjednotily pod vládou Theodoricha Amaly, a položili tak základy novému mocnému politickému i etnickému celku Ostrogótů. Roku 483 uzavřeli s císařem Zenonem, kterému nezbývalo než respektovat Theodorichovy úspěchy, dohodu, podle které byli usazeni v Dácii a Moesii.
Ostrogóti se však nestali spolehlivými císařovými spojenci. Roku 486 vyplenili Thrákii a o rok později oblehli samotnou Konstantinopol. Zenon se proto rozhodl dostat je pryč z území říše. Obratně využil jejich zájmu o Itálii – Theodorich již dříve navrhoval intervenci Gótů s cílem vrátit na trůn sesazeného císaře – a pověřil ho úkolem skoncovat s Odoakerem, jenž si mezitím začal počínat jako suverénní vládce. Císař jistě nepočítal s tím, že by prostřednictvím Ostrogótů mohl sám ovládnout Itálii. Centrum bývalé římské říše zůstalo v rukou barbarů, výsledkem Theodorichovy akce bylo pouze vystřídání jednoho germánského vládce druhým. Zenon však dosáhl toho, o co mu šlo nejvíce, jednou provždy zbavil Balkán gótských bojovníků.